# 하즈군

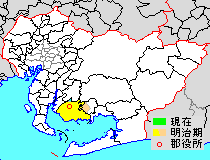
아이치현 하즈군의 위치(연노랑:후에 다른 군에 편입된 구역 하늘색:후에 다른 군에서 편입한 구역)

하즈군(幡豆郡)은 일본 아이치현(미카와국)에 있던 군이다.

## 군역
1878년 행정 구역으로 발족 당시의 군역은 아래 구역에 해당한다.
- 니시오시의 대부분
- 누카타군 고타정의 일부

## 역사
- 1878년 12월 20일 - 군구정촌 편제법이 아이치현에서 시행되면서 행정 구역으로서의 하즈군이 발족.
- 1889년 10월 1일 - 정촌제 시행으로, 아래의 정촌이 발족. 따로 적은 경우 외에는 전역이 현 니시오시.(1정 36촌)

- 니시오정(西尾町)
- 니시노마치촌(西野町村)
- 헤이사키촌(平坂村)
- 나카바타촌(中畑村)
- 오쿠쓰촌(奥津村)
- 데라즈촌(寺津村)
- 니시자키촌(西崎村)
- 사코촌(栄生村)
- 잇시키촌(一色村)
- 아지사와촌(味沢村)
- 고호촌(五保村)
- 고로모자키촌(衣崎村)
- 로쿠고촌(六郷村)
- 도요다촌(豊田村)
- 이사키촌(井崎村)
- 다이호촌(大宝村)
- 구마쿠촌(久麻久村)
- 오쿠와촌(御鍬村)
- 가와사키촌(川崎村)
- 후키바라촌(吹羽良村)
- 무로바촌(室場村)
- 게묘촌(花明村)
- 에타케촌(家武村)
- 히라하라촌(平原村)
- 마쓰자카촌(松坂村): 현 누카타군 고타정
- 도요쿠니촌(豊国村): 현 누카타군 고타정
- 요코스카촌(横須賀村)
- 세토촌(瀬門村)
- 구리야촌(厨村)
- 오기와라촌(荻原村)
- 요시다촌(吉田村)
- 도미다촌(富田村)
- 야스사다촌(保定村)
- 미야자키촌(宮崎村)
- 하즈촌(幡豆村)
- 히가시하즈촌(東幡豆村)
- 사쿠시마촌(佐久島村)

- 1892년 5월 13일(3정 34촌)

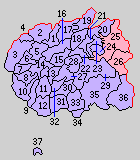
1.니시오정 2.니시노마치촌 3.헤이사키촌 4.나카바타촌 5.오쿠쓰촌 6.데라즈촌 7.니시자키촌 8.사코촌 9.잇시키촌 10.아지사와촌 11.고호촌 12.고로모자키촌 13.로쿠고촌 14.도요다촌 15.이사키촌 16.다이호촌 17.구마쿠촌 18.오쿠와촌 19.가와사키촌 20.후키바라촌 21.무로바촌 22.게묘촌 23.에타케촌 24.히라하라촌 25.마쓰자카촌 26.도요쿠니촌 27.요코스카촌 28.세토촌 29.구리야촌 30.오기와라촌 31.요시다촌 32.도미다촌 33.야스사다촌 34.미야자키촌 35.하즈촌 36.히가시하즈촌 37.사쿠시마촌 (보라:니시오시 빨강: 누카타군 고타정)

  - 잇시키촌이 정제 시행으로 잇시키정(一色町)(第1次)이 됨.
  - 요코스카촌이 정제 시행으로 요코스카정(横須賀町)이 됨.
- 1893년
  - 10월 9일 - 데라즈촌의 일부가 오쿠쓰촌에 편입.
  - 11월 8일 - 헤이사카촌이 정제 시행으로 헤이사카정(平坂町)(제1차)이 됨.
- 1906년 5월 1일 - 아래의 정촌 통합이 이뤄짐. 모두 신설합병.(1정 14촌)
  - 니시오정 ← 니시오정, 구마쿠촌, 니시노마치촌(일부), 오쿠쓰촌(일부), 다이호촌(일부)
  - 후쿠치촌(福地村) ← 다이호촌(일부), 로쿠고촌, 도요다촌, 이사키촌
  - 헤이사카촌(平坂村)(제2차) ← 헤이사카정, 나카바타촌, 니시노마치촌(일부), 오쿠쓰촌(일부)
  - 데라즈촌 ← 데라즈촌, 니시자키촌
  - 미와촌(三和村) ← 오쿠와촌, 가와사키촌, 후키바라촌
  - 잇시키촌(一色村)(제2차) ← 사코촌, 잇시키정, 아지사와촌, 고호촌, 고로모자키촌
  - 요시다촌 ← 요시다촌, 야스사다촌, 미야자키촌
  - 요코스카촌(横須賀村)(제2차) ← 오기와라촌, 도미다촌, 요코스카정, 세토촌, 구리야촌
  - 하즈촌 ← 하즈촌, 히가시하즈촌
  - 도요사카촌(豊坂村) ← 마쓰자카촌, 도요쿠니촌
- 1913년 4월 1일 - 헤이사카촌의 일부가 데라즈촌에 편입.
- 1923년 10월 1일 - 잇시키촌(제2차)이 정제 시행으로 잇시키정(一色町)(제2차)이 됨.(2정 13촌)
- 1924년
  - 1월 1일 - 요시다촌이 정제 시행으로 요시다정(吉田町)이 됨.(3정 12촌)
  - 10월 1일 - 헤이사카촌(제1차)이 정제 시행으로 헤이사카정(平坂町)(제2차)이 됨.(4정 11촌)
- 1928년 10월 1일 - 하즈촌이 정제 시행으로 하즈정(幡豆町)이 됨.(5정 10촌)
- 1929년 4월 1일 - 데라즈촌이 정제 시행으로 데라즈정(寺津町)이 됨.(6정 9촌)
- 1932년 9월 1일 - 무로바촌·히라하라촌·게묘촌·에타케촌이 합병하여, 새로이 무로바촌이 발족.(6정 6촌)
- 1952년 12월 1일 - 후쿠치촌의 일부가 니시오정에 편입.(6정 6촌)
- 1953년 12월 15일 - 니시오정이 헤이사카정의 일부를 편입한 후 시제 시행으로 니시오시(西尾市)가 되어, 군에서 이탈.(5정 6촌)
- 1954년
  - 8월 1일(5정 4촌)
    - 도요사카촌이 누카타군 고타정과 합병하여, 새로이 누카타군 고타정이 발족.
    - 사쿠시마촌이 잇시키정에 편입.

  - 8월 10일 - 헤이사카정·데라즈정·후쿠치촌·무로바촌이 니시오시에 편입.(3정 2촌)
- 1955년)
  - 1월 1일 - 미와촌이 니시오시에 편입.(3정 1촌)
  - 3월 10일 - 요코스카촌·요시다정이 합병하여, 기라정(吉良町)이 발족.(3정)
- 2011년 4월 1일 - 잇시키정·기라정·하즈정이 니시오시에 편입. 이날 하즈군은 소멸됨.

## 참고 문헌
- 《가도카와 일본 지명 대사전》 편집위원회, 편집. (1989년 3월 8일). 《가도카와 일본 지명 대사전》. 23 아이치현. 가도카와 쇼텐. ISBN 4040012305.